# Eric Engesser
Eric Engesser (* 1971) ist ein deutscher Moderator und Journalist.

## Karriere
Engesser besuchte das Lessing-Gymnasium in Karlsruhe. Anschließend machte er ein Volontariat beim Regionalfernsehen Baden. Nach Beendigung arbeitete er dort als Redakteur und Ressortleiter Sport. 2000 wechselte er zum DSF und moderierte Motorsport wie die Formel 1. Zudem war er auch bei RTV Film und Fernsehen in Stuttgart angestellt und moderierte ebenfalls Motorsport.
Seit der Umwandlung des DSF in SPORT1 moderiert er abwechselnd mit Wolfgang Rother die Motorsport-News. Hier wird mittwochs von aktuellen Ereignissen in der Formel 1, der Moto GP, der FIA World Rally Championship und der FIA-GT1-Weltmeisterschaft berichtet. Parallel dazu schreibt er Artikel auf Sport1.de.
In der Pseudo-Doku KTI – Menschen lügen, Beweise nicht auf RTL II spielte er den Kriminalhauptkommissar Maximilian Stahl.
Engesser ist neben Motorsport auch von Fußball begeistert. Er ist Fan des Traditionsvereins Karlsruher SC. Sein Großvater war Vize-Präsident des KSC.

## Filmographie
- 2007: KTI – Menschen lügen, Beweise nicht